# Torre Hadid
La torre Hadid o torre Generali (soprannominata lo Storto) è uno dei tre grattacieli, il secondo per altezza, previsti nel progetto CityLife, il cui scopo è la riqualificazione della zona dell'ex Fiera di Milano e prende il nome dalla sua progettista, l'architetta anglo-irachena Zaha Hadid.
L'edificio ospita la sede degli uffici di Milano del Gruppo Generali ed è stato nominato da Emporis il secondo grattacielo più bello del 2016.

## Progetto

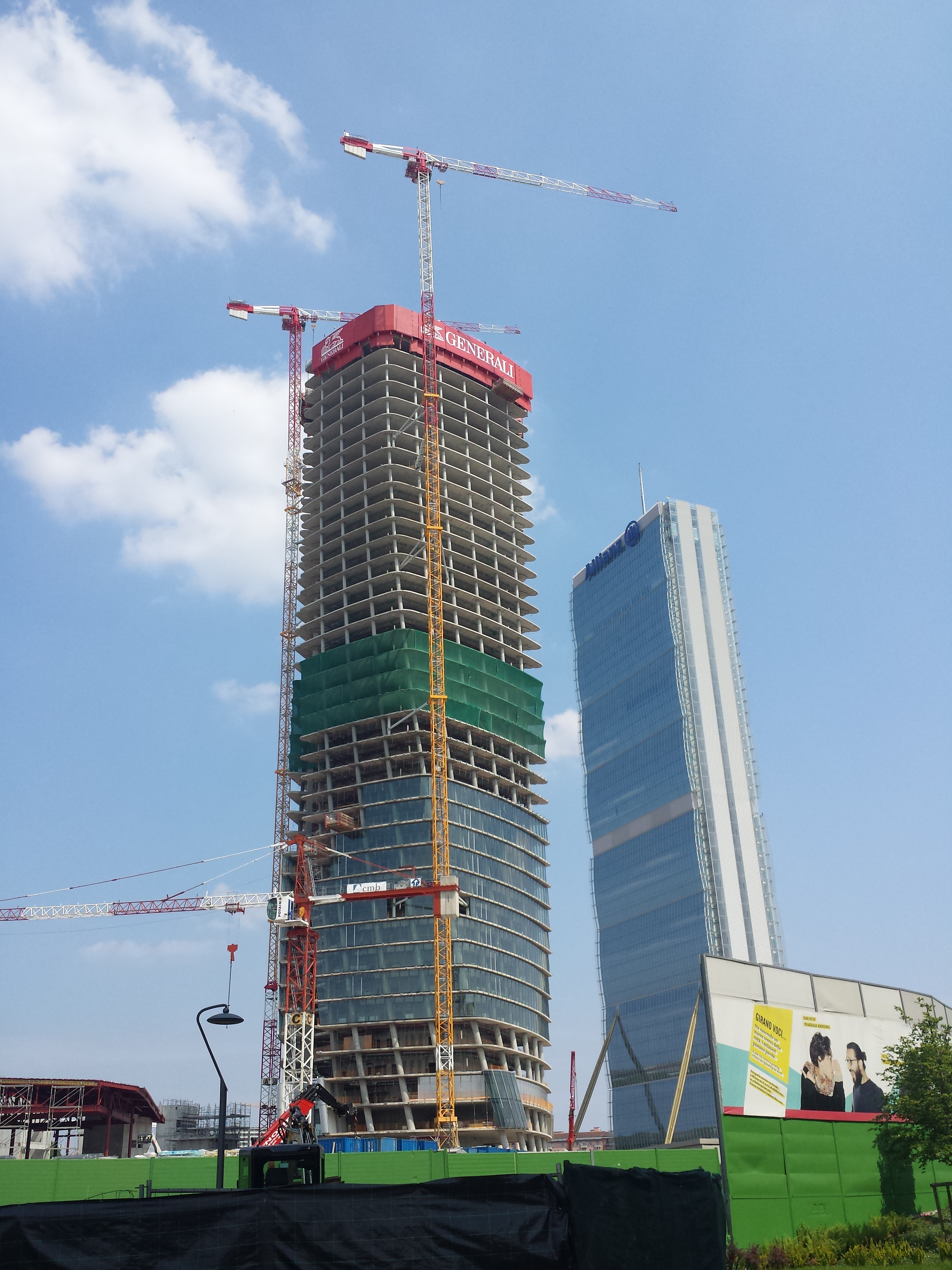
La torre Hadid in fase di realizzazione nel 2016

La torre, progettata dall'architetta e designer Zaha Hadid, si sviluppa per 44 piani e ha un'altezza complessiva di 177 metri che salgono a 192 metri se si considerano i 15 metri aggiuntivi dell'insegna Generali. Dei 44 piani, 39 saranno destinati ad uffici e saranno in grado di accogliere circa 3.200 persone. L'edificio disporrà, anche, di un parcheggio riservato e interrato per circa 380 posti auto.
Caratteristica distintiva dell'edificio, da cui deriva anche il soprannome lo Storto, è la torsione dell'edificio che viene attenuata sempre più con l'aumentare dell'altezza, fino a raggiungere la verticalità; la lobby alta due piani, che fungerà da ingresso per la piazza e la sottostante stazione della metropolitana, sarà contraddistinta anch'essa dalle linee sinuose della facciata. Infine, ai piedi della torre, sarà situata una galleria commerciale.
L'edificio si distingue, anche, per un'elevata efficienza e per una forte attenzione al contenimento dei costi energetici.
Il progetto strutturale presenta aspetti innovativi e rappresenta uno dei primi progetti ad affrontare il tema di una torre in torsione interamente in calcestruzzo.

## La costruzione
La costruzione dell'edificio è iniziata il 25 agosto 2014. Dalle ore 20 di venerdì 5 dicembre, sino alle prime ore del mattino di domenica 7, è stato eseguito il getto delle fondazioni, per un volume di calcestruzzo pari a 7500 m³. Il 5 ottobre 2017 la costruzione ha raggiunto il quarantaduesimo piano. La torre è stata aperta al pubblico il 15 ottobre 2017 durante una giornata organizzata dal FAI.
L'inaugurazione ufficiale è avvenuta il 9 aprile 2019 alla presenza del Presidente del Consiglio Giuseppe Conte, al Sindaco di Milano Giuseppe Sala e al Presidente della Regione Lombardia Attilio Fontana, oltre al Presidente del Gruppo Generali, Gabriele Galateri, e al Group Ceo, Philippe Donnet.

## Incidenti

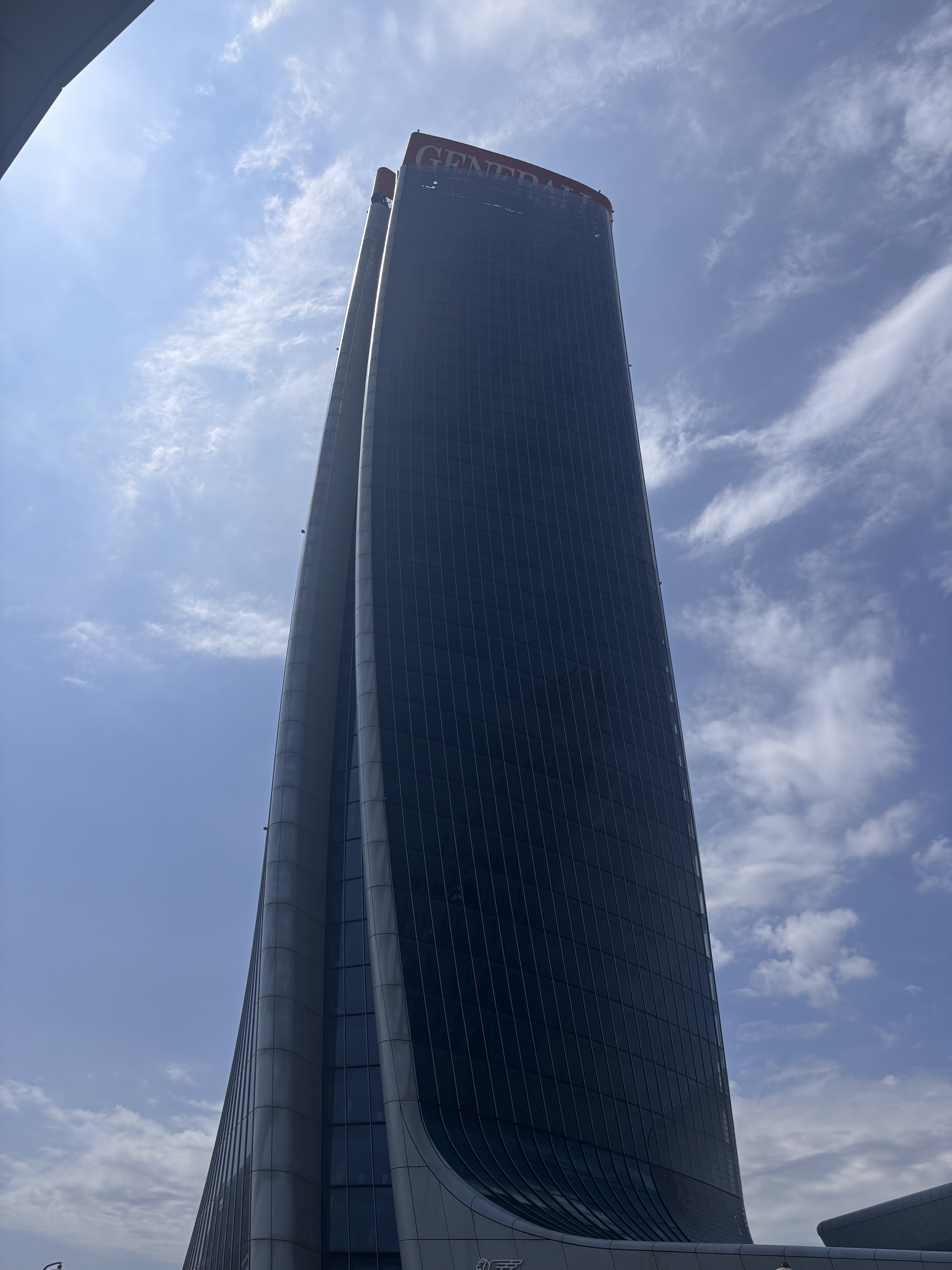
La torre nel Luglio del 2025, dopo il cedimento della insegna.

La mattina del 30 giugno 2025, la torre ha subito un cedimento della struttura di una delle due insegne di 15 metri poste sul tetto del grattacielo.
Le operazioni per la rimozione dell’insegna sono iniziate il 25 luglio 2025.

## Trasporti
La torre è servita dalla linea 5 della metropolitana di Milano, la lilla, che è stata aperta il 14 novembre 2015.
- Tre Torri